# Aston Martin DB AR1
Aston Martin DB AR1 – sportowy samochód osobowy typu grand tourer produkowany przez brytyjską firmę Aston Martin w latach 2003-2004. Dostępny jako 2-drzwiowy roadster. Następca modelu DB7 Zagato. Do napędu użyto silnika V12 o pojemności 5,9 litra. Moc przenoszona była na tylną oś poprzez 6-biegową manualną skrzynię biegów. Został zastąpiony przez model One-77. Powstało 99 egzemplarzy DB7 AR-1.

## Dane techniczne

### Silnik
- V12 5,9 l (5935 cm³), 4 zawory na cylinder, DOHC
- Średnica × skok tłoka: 89,00 mm × 79,50 mm

### Osiągi
- Przyspieszenie 0-100 km/h: 5,0 s
- Prędkość maksymalna: 298 km/h